# Kalān Kūh
Kalān Kūh (persiska: كولان كوه, كلان كوه, Kūlān Kūh) är en ort i Iran.   Den ligger i provinsen Ardabil, i den nordvästra delen av landet, 400 km nordväst om huvudstaden Teheran. Kalān Kūh ligger 1 531 meter över havet och antalet invånare är 418.
Terrängen runt Kalān Kūh är kuperad åt sydväst, men åt nordost är den platt.Runt Kalān Kūh är det ganska tätbefolkat, med 139 invånare per kvadratkilometer. Närmaste större samhälle är Omīdcheh, 11,1 km söder om Kalān Kūh. Trakten runt Kalān Kūh består i huvudsak av gräsmarker.